# Hypericum rotundifolium
Hypericum rotundifolium är en johannesörtsväxtart som beskrevs av N.Robson. Hypericum rotundifolium ingår i släktet johannesörter, och familjen johannesörtsväxter. Inga underarter finns listade i Catalogue of Life.